# Les Compagnons de la chanson
Les Compagnons de la chanson sono stati un gruppo vocale francese, originario di Lione (durante l'occupazione nazista e il regime di Vichy, su iniziativa del maestro di cappella Louis Liénard. Il gruppo tenne il suo ultimo concerto il 14 febbraio 1985. Nell'arco dell'intera carriera hanno venduto oltre due milioni e mezzo di dischi.

## Storia
I Compagnons de France .
Un gruppo già noto, i Compagnons de la musique e un gruppo di giovani, i Compagnons de France, che erano uno dei tanti movimenti giovanili promossi dal regime di Vichy. Fu all'interno di questo movimento vagamente legato allo scautismo che Louis Liénard, nel 1941 trovò i futuri Compagnons de la chanson e formò un coro di giovani, tutti all'epoca intorno ai vent'anni.
Nel gruppo spiccavano Jean-Louis Jaubert Jacob (detto Jaubert), Hubert Lancelot, Guy Bourguignon, Jean Albert e Marc Holtz (detto Herrand), che formeranno i Compagnons de la chanson dopo la guerra. Nel 1943 il gruppo arruolò Fred Mella, figlio di immigrati italiani, che sognava una carriera operistica, grazie alla sua voce potente diventò il solista e cantante dei Compagnons.
Nel 1944 I Compagnons de la musique interpretavano antiche melodie francesi prese in prestito dalle canzoni popolari e nel 1944 conobbero il loro primo successo. In una serata di gala a beneficio dei Ferrovieri a Parigi incontrarono Edith Piaf.
Alla Liberazione i Compagnon si arruolarono come coro nel teatro delle Forze Armate. Seguono le truppe del primo esercito del generale de Lattre che ancora combatte nel nord della Francia. Fu in questo periodo che si unirono a loro Jo Frachon e Gérard Sabbat. Nel 1946 terminò la collaborazione con Louis Liébard.
Prende così forma la formazione definitiva: Fred Mella, Jean-Louis Jaubert, Guy Bourguignon, Marc Herrand, Jean Albert, Jo Frachon, Gérard Sabbat e Hubert Lancelot. Nel settembre 1946, l'elenco si completa con l'arrivo di Paul Buissonneau.
La formazione prese la sua forma definitiva con un organico composto da tre tenori, tre baritoni e tre bassi. Lo stesso anno incisero con Édith Piaf il brano Les Trois Cloches di Jean Villard, che divenne un successo internazionale e li rivelò al grande pubblico, grazie a un riuscito arrangiamento di Marc Herrand. Incoraggiati e sostenuti da Edith Piaf, Les Compagnons de la chanson adottarono un repertorio aggiornato e andarono in tournée nel Nord America. Paul Buissonneau, dopo aver sposato una canadese, rimase in Québec. Fu poi sostituito da René Mella, fratello di Fred Mella.
Da allora ebbero un successo continuo e duraturo fino gli anni '70.

## Repertorio
Il repertorio de Les Compagnons de la chanson era molto vasto: avevano inciso decine di brani musicali, principalmente canzoni della tradizione francese, canzoni tradizionali provenienti da varie parti del mondo, ballate, canzoni di Natale, brani dei musical e vari brani musicali di autori contemporanei, come Le Roi a fait battre tambour, Le Galérien, Les feuilles mortes, Les Anges dans nos campagnes, Mona Lisa, Que c'est triste Venise, L'amour est bleu, Quel mazzolin di fiori, Io tu e le rose, Day-O (Banana Boat Song), Do-Re-Mi, Stille Nacht, heilige Nacht, Here's to You, (Ghost) Riders in the Sky, Hava Nagila, Tom Dooley e Yellow Submarine.